# Исследовательская премия Элейн Беннетт
Исследовательская премия Элейн Беннетт — премия Американской экономической ассоциации, ежегодно «присуждается за выдающиеся исследования в любой области экономики, проведенные женщиной не более чем через 10 лет после получения докторской степени».
До 2023 года премия вручалась раз в два года женщине, не более чем через 7 лет после получения докторской степени. Впервые присуждена в 1998 году, три из шести первых победительниц были первыми тремя женщинами-обладателями медали Джона Бейтса Кларка.

## Получательницы
| Год  | Медалисты           | Учреждение на момент награждения                 | Медаль Кларка |
| 1998 | Джудит Шевалье      | Чикагский университет                            |               |
| 2000 | Сьюзан Эйти         | Массачусетский технологический институт          | 2007          |
| 2002 | Эстер Дюфло         | Массачусетский технологический институт          | 2010          |
| 2004 | Марианна Бертран    | Чикагский университет                            |               |
| 2006 | Моника Пьяццези     | Чикагский университет                            |               |
| 2008 | Эми Финкельштейн    | Массачусетский технологический институт          | 2012          |
| 2010 | Эрика Филд          | Гарвардский университет                          |               |
| 2012 | Анна Микушева       | Массачусетский технологический институт          |               |
| 2014 | Эми Накамура        | Колумбийский университет                         | 2019          |
| 2016 | Марина Халак        | Колумбийский университет и Уорикский университет |               |
| 2018 | Мелисса Делл        | Гарвардский университет                          | 2020          |
| 2020 | Стефани Станчева    | Гарвардский университет                          |               |
| 2022 | Ребекка Даймонд     | Стэнфордский университет                         |               |
| 2023 | Майя Россин-Слейтер | Стэнфордский университет                         |               |
| 2024 | Марьям Фарбуди      | Школа менеджмента Слоуна                         |               |